# Stephen Simpson
Stephen Simpson, né le 24 juillet 1789 à Philadelphie (États-Unis) et mort le 17 août 1854, est un banquier, homme politique, écrivain et journaliste américain,.
Il est le fils de George Simpson, un important banquier de Philadelphie.

## Biographie
Il a été marié à Mary Chaloner Watkins, mais il n'y a aucune trace de la date du mariage, aucun enfant ou toute autre information disponible.
Son père, George Simpson (1759-1832) avait été commissaire général adjoint à la Révolution américaine et a eu une carrière dans la banque. Le père de Stephen a successivement occupé des postes importants dans la Banque de l'Amérique du Nord et a été diplômé par le Congrès de la Confédération, la First Bank of United States et la Girard Bank.